# NGC 1624
إن جي سي 1624 (NGC 1624) هوعنقود مفتوح صغير السن نسبيا يقع في كوكبة حامل رأس الغول داخل سديم إشعاعي. وقد اكتشف من قبل الألماني الفلكي البريطاني وليام هيرشل في عام 1790. يقع في حوالي 20,000 سنة ضوئية عن الأرض وعمره بحسب أحدث التقديرات أقل من 4 ملايين سنة. يبدو مقداره الظاهر هو 11.8، و يصل قطره لحوالي 3.0 دقيقة قوسية. موقعه السماوي هو صعود اليمين (α) 04سا 40د 36.0ث و الانحراف (δ) +50° 27′ 42″.

## للإستزادة
- NGC 1624 العنكبوت.seds.org
- NGC 1624
- Sharpless كتالوج